# Continuum International Publishing Group
Continuum International Publishing Group a fost o editură academică de cărți cu birouri editoriale în Londra și New York. A fost achiziționată de Nova Capital Management în 2005. În iulie 2011 a fost preluată de Bloomsbury Publishing. Începând din septembrie 2012, toate titlurile noi ale editurii Continuum sunt publicate sub numele Bloomsbury (sub amprenta Bloomsbury Academic).
Editura Continuum International a fost creată in 1999 prin fuziunea secției de cărți academice și religioase a editurii Cassell (Lagardère Group) cu Continuum Publishing Company, fondată în New York în 1980.
Programul editorial academic a fost axat pe științele umaniste, în special din domeniile filosofiei, cinematografiei, muzicii, literaturii, educației, lingvisticii, teologiei și studiilor biblice. Continuum a publicat cartea Pedagogy of the Oppressed a lui Paulo Freire, care a devenit bestseller. Printre autorii publicați se numără Martin Heidegger, Karl Barth, Gilles Deleuze, Benedict al XVI-lea, Timothy Radcliffe, Alain Badiou, Jacques Rancière ș.a.
Continuum a achiziționat editura Athlone Press, care fusese fondată în 1948 ca editură a Universității din Londra și vândută către Bemrose Corporation în 1979.
În 2003, Continuum a achiziționat editura londoneză Hambledon & London (Sunday Times Small Publisher of the Year 2001–02), o editură specializată în istoria comerțului pentru cititorii obișnuiți.

## Mărci
- Burns & Oates
- Hambledon Continuum - marcă editorială istorică
- T&T Clark
- Thoemmes Press